# Valencia (Pensilvania)
Valencia es un borough ubicado en el condado de Butler en el estado estadounidense de Pensilvania. En el año 2000 tenía una población de 384 habitantes y una densidad poblacional de 384 personas por km².

## Geografía
Valencia se encuentra ubicado en las coordenadas 40°40′30″N 79°59′19″O / 40.67500, -79.98861.

## Demografía
Según la Oficina del Censo en 2000 los ingresos medios por hogar en la localidad eran de $37,500 y los ingresos medios por familia eran $38,333. Los hombres tenían unos ingresos medios de $25,750 frente a los $26,875 para las mujeres. La renta per cápita para la localidad era de $16,501. Alrededor del 13.4% de la población estaba por debajo del umbral de pobreza.